# Pannes cendré
Le Pannes cendré est un fromage du Loiret.